# Parque zoológico de Montpellier
El Parque zoológico de Montpellier es un parque zoológico francés situado en la región Occitania, al norte de la ciudad de Montpellier. 

## Localización
La Serre Amazonienne 50 avenue Agropolis, Montpellier, Hérault, Languedoc-Roussillon, France-Francia.
Planos y vistas satelitales.43°36′43″N 3°52′38″E / 43.61194, 3.87722
Está abierto a diario pagando una tarifa de entrada. 

## Historia
El invernadero de la Amazonía abrió sus puertas en 2007 como parte del zoológico de Montpellier con una extensión de 2,600 m². Representando 7 zonas climáticas y hábitat, con un gran aviario, y con tormentas artificiales cada 2 horas para simular el medioambiente de selva pluvial. 

## Colecciones
El invernadero alberga a más de 500 animales y 8,000 plantas representando a 300 especies. 
La colección de animales incluye anacondas, hormigas, osos hormigueros, armadillos, murciélagos, boas, caimanes, ibiss, ocelotes, pirañas, tamarinos, y tarántulas. 
La colección de plantas incluye:
- Palmas, con 34 especies.
- Helechos con 15 especies.
- Árboles con 95 tipos distintos,

Entre las plantas de un interés destacable se encuentran Acrosticum aureum, Anthurium ferrierense, Canna indica, Cattleya bicolor, Cattleya mossiae, Cephaelis poeppigiana, Costus cuspidatus, Heliconia angusta, Hibiscus elatus, Philodendron elegans, Philodendron panduriforme, Polypodium polypodioides, Tillandsia cyanea, Vriesea carinata, y Xanthosoma violaceum.